# Szermierka na Letnich Igrzyskach Olimpijskich 1908 – szabla drużynowo (mężczyźni)
Szabla drużynowo mężczyzn była jedną z konkurencji szermierczych na Letnich Igrzyskach Olimpijskich 1908. Finał odbył się 24 lipca. W zawodach uczestniczyło trzydziestu pięciu zawodników z ośmiu państw.

## Wyniki

### Runda 1
Zwycięzcy awansowali do półfinału. Drużyna, która przegrała ze zdobywcą złotego medalu walczyła w repasażu.
| Zwycięzcy | Zwycięzcy                                                                       | Zwycięzcy           | Przegrani           | Przegrani                                                                     | Przegrani            |
| Państwo   | Zawodnicy                                                                       | Trafienia otrzymane | Trafienia otrzymane | Zawodnicy                                                                     | Państwo              |
| --------- | ------------------------------------------------------------------------------- | ------------------- | ------------------- | ----------------------------------------------------------------------------- | -------------------- |
| Włochy    | Marcello Bertinetti Sante Ceccherini Abelardo Olivier Alessandro Pirzio Biroli  | 5                   | 11                  | Harry Evan James William Marsh Archibald Murray Charles Wilson                | Wielka Brytania      |
| Francja   | Georges de la Falaise Bertrand Marie de Lesseps Marc Perrodon Louis Renaud      | 6                   | 10                  | Alexis du Bosch Étienne Grade Antoine Van Tomme Joseph Van der Voodt          | Belgia               |
| Bohemia   | Otakar Lada Vlastimil Lada-Sázavský Vilém Goppold von Lobsdorf Bedřich Schejbal | 8                   | 9                   | Jetze Doorman Adrianus de Jong Maurits Jacob van Löben Sels George van Rossem | Holandia             |
| Węgry     | Jenő Fuchs Oszkár Gerde Péter Tóth Lajos Werkner                                | 0                   | 9                   | Jakob Erckrath de Bary Fritz Jack Robert Krünert August Petri                 | Cesarstwo Niemieckie |

#### Półfinały
Zwycięzcy awansowali do finału. Drużyna, która przegrała ze zdobywcą złotego medalu walczyła w repasażu.
| Zwycięzcy | Zwycięzcy                                                                       | Zwycięzcy           | Przegrani           | Przegrani                                                                      | Przegrani |
| Państwo   | Zawodnicy                                                                       | Trafienia otrzymane | Trafienia otrzymane | Zawodnicy                                                                      | Państwo   |
| --------- | ------------------------------------------------------------------------------- | ------------------- | ------------------- | ------------------------------------------------------------------------------ | --------- |
| Bohemia   | Otakar Lada Vlastimil Lada-Sázavský Vilém Goppold von Lobsdorf Bedřich Schejbal | 7                   | 9                   | Georges de la Falaise Bertrand Marie de Lesseps Marc Perrodon Louis Renaud     | Francja   |
| Węgry     | Dezső Földes Jenő Fuchs Oszkár Gerde Péter Tóth                                 | 5                   | 11                  | Marcello Bertinetti Sante Ceccherini Abelardo Olivier Alessandro Pirzio Biroli | Włochy    |

##### Finał
Zwycięzca otrzymał złoty medal, a przegrany walczył o drugie miejsce ze zwycięzcą repasażu.
| Zwycięzcy | Zwycięzcy                                        | Zwycięzcy           | Przegrani           | Przegrani                                                                           | Przegrani |
| Państwo   | Zawodnicy                                        | Trafienia otrzymane | Trafienia otrzymane | Zawodnicy                                                                           | Państwo   |
| --------- | ------------------------------------------------ | ------------------- | ------------------- | ----------------------------------------------------------------------------------- | --------- |
| Węgry     | Jenő Fuchs Oszkár Gerde Péter Tóth Lajos Werkner | 7                   | 9                   | František Dušek Vlastimil Lada-Sázavský Vilém Goppold von Lobsdorf Bedřich Schejbal | Bohemia   |

#### Repasaż
W repasażu wzięły udział drużyny z Włoch i Cesarstwa Niemieckiego. Zwycięzca walczył o srebrny medal z przegraną drużyną z finału.
| Zwycięzcy | Zwycięzcy                                                                    | Zwycięzcy           | Przegrani           | Przegrani                                                     | Przegrani            |
| Państwo   | Zawodnicy                                                                    | Trafienia otrzymane | Trafienia otrzymane | Zawodnicy                                                     | Państwo              |
| --------- | ---------------------------------------------------------------------------- | ------------------- | ------------------- | ------------------------------------------------------------- | -------------------- |
| Włochy    | Marcello Bertinetti Riccardo Nowak Abelardo Olivier Alessandro Pirzio Biroli | 4                   | 10                  | Jakob Erckrath de Bary Fritz Jack Robert Krünert August Petri | Cesarstwo Niemieckie |

##### Walka o srebrny medal
Drużyna Bohemii wycofała się z walki. Srebro trafiło do reprezentacji Włoch.
| Zwycięzcy | Zwycięzcy                | Zwycięzcy                | Przegrani                | Przegrani                | Przegrani |
| Państwo   | Zawodnicy                | Trafienia otrzymane      | Trafienia otrzymane      | Zawodnicy                | Państwo   |
| --------- | ------------------------ | ------------------------ | ------------------------ | ------------------------ | --------- |
| Włochy    | Bohemia nie wystartowała | Bohemia nie wystartowała | Bohemia nie wystartowała | Bohemia nie wystartowała | Bohemia   |